# Зелди, Сергей Владимирович
Серге́й Влади́мирович Зе́лди (укр. Сергій Володимирович Зелді; род. 13 июня 1986, Киев) — украинский футболист, защитник.

## Карьера

### Клубная
Воспитанник киевского «Динамо». В 2002 году начал выступать за «Динамо-3» во Второй лиге. Также успел поиграть за «Динамо-2» в Первой лиге и за дубль в молодёжном первенстве. В 2005 году играл за киевское ЦСКА, после снова играл за «Динамо-3».
Летом 2006 года перешёл в харьковский «Гелиос». В первых своих 3-х играх в Первой лиги забил 3 гола. По итогам газеты «Спорт-Экспресс» Зелди вошёл в символическую сборную Первой лиги осенней части сезона 2006/07. По версии посетителей официального сайта «Гелиоса» Зелди стал лучшим игроком клуба сезона 2006/07. Первую половину сезона 2007/08 провёл в аренде в ужгородском «Закарпатье». В Высшей лиге за клуб сыграл всего 1 матч, 10 ноября 2007 года в выездном поединке против симферопольской «Таврии» (4:1). После снова выступал за «Гелиос», где стал основным игроком. Зимой 2008 года побывал на просмотре в луганской «Заре», но команде не подошёл. Весной 2009 года перешёл в киевский ЦСКА, где уже выступал. В клубе во Второй лиге провёл 10 матчей. Летом 2009 года перешёл в иванофранковское «Прикарпатье». В январе 2010 года побывал на просмотре в «Александрии».
23 февраля 2010 года подписал годичный контракт с симферопольской «Таврией». В составе клуба провёл всего 3 матча в чемпионате Украины и летом того же года покинул клуб. Затем Зелди вновь выступал за «Прикарпатье», в составе клуба также провёл всего 3 матча в Первой лиге.
В начале 2011 года перешёл в «Буковину» из Черновцов.

### В сборной
В 2003 году провёл 5 матчей за юношескую сборную Украины до 17 лет. Также играл за молодёжную сборную Украины до 21 года, где провёл 9 игр.